# Prosthechea campos-portoi
Prosthechea campos-portoi är en orkidéart som först beskrevs av Guido Frederico João Pabst, och fick sitt nu gällande namn av Wesley Ervin Higgins. Prosthechea campos-portoi ingår i släktet Prosthechea och familjen orkidéer. Inga underarter finns listade i Catalogue of Life.